# Публий Корнелий Арвина
Пу́блий Корне́лий Арви́на (лат. Publius Cornelius (Cossus) Arvīna; умер после 294 года до н. э.) — древнеримский военачальник и государственный деятель, консул 306 и 288 годов до н. э.

## Происхождение
Публий Корнелий происходил из патрицианского рода Корнелиев; его отцом, скорее всего, был Авл Корнелий Косс Арвина. У Публия был также брат (вероятно, старший), Авл, который, как некогда и его отец, состоял в жреческой коллегии фециалов.
Родовое прозвище Публия Корнелия — «Арвина» (arvīna) — в переводе с латыни означает «жир, сало, тук».

## Биография
Публий Корнелий дважды становился консулом совместно с Квинтом Марцием Тремулом. Во время первого своего консульства в 306 году до н. э. он был послан в Самний для подавления восстаний в Калатии и Соре. Выбрав неудачную позицию, Публий Корнелий оказался отрезан от войск своего коллеги. Поспешивший ему на помощь Квинт Марций был атакован самнитами, однако, обоим консулам удалось соединить свои войска и одержать блистательную победу. После этого Квинт Марций отбыл в Рим, а Публий Корнелий остался с войском в Самнии.
В 294 году до н. э. Публий Корнелий был избран цензором совместно с Гаем Марцием Рутилом.